# ژئوپرتال
ژئو پورتال (GEO-Portal) نوع خاصی از یک وب پورتال یا پورتال جامع یا درگاه است که مدیریت آن بنا بر ورود هر کاربر در منطقه خاص و بنا بر نیازهایش در همان منطقه تأمین می‌شود.

## تعریف خاص
ژئوپورتالها از نسل سوم پورتالها که با هدف ایجاد فضای مجازی تجارت الکترونیک رویکرد جدیدی در مفاهیم پورتال‌نویسی شکل گرفتند و سیستم سرویس آنها مبتنی بر پایه مفهوم ژئو (زمین) در علوم فناوری اطلاعات و ارتباطات ارائه شد. به‌طور مثال اگر کاربری متعلق به یکی از ایالات یا شهرهای جنوبی کشور ایالات متحده باشد تمامی در خواستهایش به همان ایالت فدرال ارسال و بررسی می‌شود. هرچند منبع درخواست او همانند همه مردم از یک آدرس واحد ارسال شده باشد. به اشتراک گذاری اطلاعات جغرافیایی کاربر مهم‌ترین عنصر ارائه خدمات در این درگاه می‌باشد.

## تعریف پورتال
پورتال (واژه پورتال به معنی دروازه یا محل ورود است) را می‌توان یک مرکز ارائه خدمات و اطلاعات اینترنتی دانست که بر چهارپایه اصلی استوار است:
1. انطباق پذیری
2. اختصاصی کردن
3. یکپارچه سازی
4. پشتیبانی انجمنهای اینترنتی.

تعریف پورتال از دیدگاه‌های متفاوتی امکان‌پذیر است، زیرا کاربران امکانات زیادی را برای آن متصور می‌شوند. تا کنون تعبیرات گوناگونی از پورتال ارائه شده‌است. یک پورتال به عنوان یک فضای کاری برای تجارت الکترونیکی مبتنی بر شبکه با امکان تنظیم شخصی و محتوایی و برخوردار از قابلیت‌های مشارکت با دیگر همکاران و دسترسی بی‌سیم تعریف شده‌است. اما آنچه که به‌طور کلی برای یک پورتال مطرح می‌باشد، عبارت است از تمرکز بر روی آنچه که پورتال‌ها می‌توانند برای یک سازمان فراهم کنند. استفاده از واژه جمع «پورتال‌ها» نیز اتفاقی نیست. سازمان‌ها نیز برای مواجهه با مسائل چندگانه خود در حوزه‌های مختلف معمولاً بیش از یک پورتال دارند. نقش تسهیل‌کننده پورتال در انجام امور اداری، بازرگانی، آموزشی و پژوهشی و کارایی چندگانه آن، آن را تبدیل به یک محل کار الکترونیکی برای کاربران آن نموده‌است. پورتال‌های سازمانی جدای از خدماتی که در سازمان‌ها ارائه می‌کنند، فرصت‌های نوینی را متناسب با توان اقتصادی و اجرایی سازمان‌ها فراهم می‌نمایند. این بدان مفهوم است که پورتال‌های سازمانی در راستای اهداف خود، زمینه همکاری‌های متقابل و امکان بهره‌برداری از توانهای حرفه‌ای و سرمایه‌گذاری طرفهای درگیر در فعالیت‌های مختلف را فراهم می‌سازند.

## پورتال سازمانی
پورتال‌های سازمانی اساساً با دو هدف طراحی و در سطح سازمان‌ها مستقر شدند. این دو هدف شامل مدیریت متمرکز اطلاعات تجاری در سازمان‌ها و ارائه خدمات اطلاعاتی روزآمد می‌باشند. پورتال‌های سازمانی از یک سو امکان مدیریت متمرکز در سازمان را برای مدیران و معاونان مؤسسات و سازمان‌ها فراهم می‌کنند و پنجره ای شفاف از سازمان را در مقابل چشم آن‌ها قرار می‌دهند و از سوی دیگر کاربران و مشترکین خود را از آخرین اخبار و اطلاعات مربوط به حوزه‌های کاری و تجاری آگاه می‌سازند.

## پیاده‌سازی
در ایران تاکنون هیچ نمونه از انواع ژئوپورتال برای استفاده‌های عمومی و خاص توسط دولت طراحی نشده‌است.
اولین کشوری که توانست یک ژئو پورتال منطقی برای خدمت رسانی منطقی و به صورت فدرال ایجاد کند کشور ایالات متحده بود که این درگاه امروزه به عنوان درگاه اصلی خدمت رسانی مراکز دولتی این کشور و تحت عنوان دولت الکترونیکی مشغول به خدمت رسانی می‌باشد.